# Andrew Budgen
Andrew Budgen es un deportista británico que compitió en vela en la clase 49er. Su hermano Ian compitió en el mismo deporte.
Ganó una medalla de plata en el Campeonato Mundial de 49er de 1998.

## Palmarés internacional
| \| Campeonato Mundial \| Campeonato Mundial \| Campeonato Mundial \| Campeonato Mundial \| \| Año \| Lugar \| Medalla \| Clase \| \| ------------------ \| ------------------ \| ------------------ \| ------------------ \| \| 1998 \| Bandol (Francia) \| Medalla de plata \| 49er \| |                  |                  |       |
| Campeonato Mundial |                  |                  |       |
| Año | Lugar            | Medalla          | Clase |
| 1998 | Bandol (Francia) | Medalla de plata | 49er  |